# Ліпенешть
Ліпенешть, Ліпенешті (рум. Lipănești) — село у повіті Прахова в Румунії. Входить до складу комуни Ліпенешть.
Село розташоване на відстані 68 км на північ від Бухареста, 12 км на північ від Плоєшті, 74 км на південний схід від Брашова.

## Населення
За даними перепису населення 2002 року у селі проживали 1930 осіб. Рідною мовою 1929 осіб (99,9%) назвали румунську.
Національний склад населення села:
| Національність | Кількість осіб | Відсоток |
| -------------- | -------------- | -------- |
| румуни         | 1923           | 99,6%    |
| цигани         | 6              | 0,3%     |